# Barinas (staat)
Barinas is een deelstaat van Venezuela, gelegen in het westen van het land.

## Bestuur
De gouverneur van de staat is Sergio Garrido.

## Economie
In koloniale tijden was Barinas vooral actief met cacao, tabak en veeteelt. Tegenwoordig zorgen maïs, sorghum, rijst, koffie, cacao, aardolie en veeteelt voor werkgelegenheid.

## Indeling
Barinas bestaat uit 13 gemeenten:
| Nr. | Gemeente                 | Inwoners | Hoofdplaats           | Inwoners |
| --- | ------------------------ | -------- | --------------------- | -------- |
| 1   | Alberto Arvelo Torrealba | 38.700   | Sabaneta              | 30.662   |
| 2   | Andrés Eloy Blanco       | 21.513   | El Cantón             | -        |
| 3   | Antonio José de Sucre    | 110.512  | Socopó                | 110.512  |
| 4   | Arismendi                | 21.211   | Arismendi             | -        |
| 5   | Barinas                  | 471.182  | Barinas               | 308.679  |
| 6   | Bolívar                  | 59.613   | Barinitas             | 59.613   |
| 7   | Cruz Paredes             | 28.783   | Barrancas             | 22.000   |
| 8   | Ezequiel Zamora          | 62.000   | Santa Bárbara         | 62.000   |
| 9   | Obispos                  | 36.332   | Obispos               | -        |
| 10  | Páez                     | -        | San Rafael de Canaguá | -        |
| 11  | Pedraza                  | 72.337   | Ciudad Bolivia        | 50.000   |
| 12  | Rojas                    | 45.717   | Libertad              | -        |
| 13  | Sosa                     | 32.804   | Ciudad de Nutrias     | 21.251   |

| Detailkaart                                                                            |
| -------------------------------------------------------------------------------------- |
| Apure Cojedes Guárico Mérida Portuguesa Táchira Trujillo 1 2 3 4 5 6 7 8 9 10 11 12 13 |
| Gemeenten                                                                              |